# Пфейлицер-Франк, Отто Германович
Барон Отто Вильгельм Германович фон Пфейлицер-Франк (нем. Otto Wilhelm Hermann von Pfeilitzer genannt Franck; 29 февраля 1788, Кулдига — 9 марта 1844, Таганрог) — таганрогский градоначальник.

## Биография
Отто Вильгельм Германович фон Пфейлицер-Франк родился в 1788 году (крещён 29 февраля 1788 года) в семье Германа Казимира из баронского рода Пфейлицеров-Франков, происходящего из Франконии. Одним из видных представителей этого рода был Эвальд фон Пфейлицер-Франк, курляндский канцлер в 1677 году.
В 1795 году Отто Франк был отправлен учиться в Императорский Сухопутный Шляхетский кадетский корпус. В октябре 1806 года Отто Франк, в звании прапорщика, получил направление в 8-й Егерский полк. Так как старший брат Фридрих служил в Ахтырском гусарском полку Отто уже в декабре 1806 года добился своего перевода и стал корнетом этого полка.

### Военная карьера
В январе 1807 года Ахтырский полк, находясь в авангарде войск корпуса генерала Эссена, производил разведку боем до берегов рек Буга и Нарева. В майских стычках при Гуттштадте и Пултуске Отто Франк отличился и за «…отличия под неприятельскими выстрелами оказанные» его наградили орденом Св. Анны 3-й степени.
В 1809 году Отто Франк, уже подпоручиком, вместе с полком участвовал в походе русского экспедиционного корпуса в Галицию.
К началу Отечественной войны в 1812 году в Ахтырском полку служило уже трое из пяти братьев фон Пфейлицер-Франк. Старший брат, Фридрих Отто Карл, он же Федор Ермолаевич, по документам числился как поручик Франк 1-й, Отто — поручик Франк 2-й, третий брат (известны только его инициалы У. Г.) в звании корнета — Франк 3-й.
28 июня 1812 у местечка Мир, расположенного в Минской губернии на реке Мирянке, в кавалерийском бою, который продолжался около шести часов против польской кавалерии полки донской бригады генерал-майора Д. Е. Кутейникова решили исход сражения. М. Платов в двух своих рапортах князю Багратиону особенно хвалил Ахтырский полк, который «ударил в лицо неприятеля и во все время удивительно храбро сражался…». Атаман представил к наградам более 20 офицеров. Благодарность в Высочайшем приказе получили поручик Франк 2-й и корнет Франк 3-й, а поручик Франк 1-й был награждён Орденом Св. Анны 3-й степени.
В бою у Шевардинского редута, который историки назовут «кавалеристским». Русская пехота сражалась за сам редут, а кавалерия — за поле перед ним. В рядах Одесского пехотного полка под Шевардино сражался ещё один брат Пфейлицер-Франков Егор Ермолаевич — Франк 5-й. В этом бою он был ранен пулей в правую ногу, и за отличия пожалован орденом Св. Анны 3-й степени.
Во время Бородинского сражения, в одной из яростных кавалеристских атак Отто Франк получил ранение. За героизм, проявленный в бою, Франк 2-й был награждён орденом Св. Владимира 4-й степени.
Принимал участие в заграничном походе русской армии: в битвах при Бриенне и Ла-Ротьере.14 августа 1813 года у речки Кацбах, расположенной в Силезии, произошло сражение между союзными войсками под командованием немецкого генерала Блюхера и французским корпусом под командованием маршала Макдональда. Исход боя решила атака нашей кавалерии, в которой участвовали полки 2-й гусарской дивизии, в которую входил Ахтырский полк. За сражение при реке Кацбах, полку были пожалованы знаки на кивера с надписью: «За отличие 14 августа 1813 года». Отличился и Отто фон Франк.
В октябре Отто участвует в знаменитой «Битве народов» под Лейпцигом.
В сентябре 1815 года, уже будучи штабс-ротмистром, Отто фон Франк был назначен старшим адъютантом отдельного корпуса, стоявшего во Франции под началом графа М. С. Воронцова.
В 1816 году в Ахтырском гусарском полку служат уже все пять братьев Пфейлицер-Франк. При протекции старших братьев самый младший, Егор Ермолаевич, перевёлся к ним из Одесского пехотного полка. В августе того же года Отто Франк, желая продвинуться по службе, перешёл в Тверской драгунский полк. Прослужив в нём более года, в декабре 1817 года Франк переходит в лейб-гвардии Драгунский полк.

### Гражданская карьера
После производства в звание подполковника, Отто фон Франк ушёл в длительный отпуск по болезни. 21 июля 1822 года он вновь определён адъютантом к Воронцову, с переводом в звании ротмистра в лейб-гвардии Уланский полк. 14 июля 1823 года Отто Романовича Франка произвели в полковники и назначили адъютантом к Новороссийскому генерал-губернатору М. С. Воронцову.
В конце 1826 года Франк женился на Наталье Николаевне Ергольской, дальней родственнице Воронцова. Впрочем, брак этот вызвал неудовольствие его покровителя.
Лишь в 1829—1831 года, проявив себя в борьбе с чумой и холерой, Отто Франк вернул к себе расположение графа Воронцова. 3 февраля 1829 года ему был пожалован чин действительного статского советника. Барон становился чиновником особых поручений при генерал-губернаторе. За деятельную борьбу с чумой и холерой на юге был награждён орденом св. Станислава 1 степени.
Воронцову пришлась по душе инициативность Франка, проявленная в борьбе с чумой и холерой и 12 августа 1831 года граф назначил его Екатеринославским гражданским губернатором.
4 июня 1832 года Отто Романович барон Пфейлицер-Франк был «определен Таганрогским, Ростовским, Нахичеванским и Мариупольским градоначальником, главным попечителем купеческого судоходства по Азовскому морю и начальником Таганрогского таможенного округа».
В июне 1833 года в Таганроге вспыхнула третья эпидемия холеры, но барон Франк, имея большой опыт по организации противохолерных мероприятий, уже к августу справился с ней. В 1834 году, за умелое управление градоначальством в непростых условиях, Отто Романович получает самую высокую свою награду — орден св. Анны 1-й степени.
В 1833 году по распоряжению градоначальника Франка был обустроен Банный спуск (ныне Дуровский). В следующем, 1834 году, на месте крепостного рва появился Воронцовский спуск (ныне Комсомольский), ведущий к набережной и морскому порту. В 1836 году камнем вымостили Николаевский спуск (ныне Флагманский).
С его подачи в 1834 году был утверждён очередной генеральный план застройки Таганрога, в котором предусматривалась лучевая система улиц, расходившихся от бывшей крепости. Согласно этому плану, Александровская улица (ныне Чехова) должна была стать центральной осью города, а главной площадью — Александровская (ныне Красная) площадь. Вся территория города делилась на три части: Петровскую, Екатерининскую, Александровскую.
С 1833 по 1840 год проводилась реконструкция каменной (Депальдовской) лестницы ведущей к морю. Именно тогда, в 1833 году, на верхней площадке были установлены первые на Юге России солнечные часы.
В августе 1832 года, едва прибыв в город, Отто Франк разрешил постройку храма Святителя Митрофана на Александровской площади, а в 1837 году, завершилось многолетнее строительство церкви Всех Святых, расположенной на городском кладбище.
Барон Франк, став первым почётным попечителем классической гимназии, способствовал тому, что в 1839 году началась постройка нового здания, которое строилось по проекту архитектора Ф. К. Боффо.
В 1835 году под председательством Франка в Таганроге открылся статистический комитет. В том же году город принял первый пароход «Петр Великий», а с 1842 года начались регулярные пассажирские перевозки на Азовском море. Первыми пассажирскими пароходами, курсировавшими между Таганрогом и Ростовом, были «Донец» и «Ростов», а между Таганрогом и Керчью «Митридат».
Прожив несколько лет в казённом доме градоначальника, предоставленном городом (ныне ул. Греческая, 55) Отто Романович в 1839 году построил собственный дом на углу улицы Греческой и переулка Дворцового (ныне Греческая, 38), напротив Дворца Александра I. А в районе балки «Большая Черепаха» Франк построил загородное поместье, возле которого со временем возник посёлок, и вся эта местность получила название «Франковка» (позднее — «Бароновка»).
Из-за интриг против его покровителя М. С. Воронцова в марте 1843 года в Таганрог прибыли ревизоры из Санкт-Петербурга, которую возглавит сенатор, тайный советник Михаил Николаевич Жемчужников, с которым барон Франк вместе учился в 1-м кадетском корпусе. В состав комиссии вошли сын сенатора Алексей Жемчужников и его будущий зять Виктор Арцимович.
В рапорте Николаю I, характеризуя деятельность барона Франка на посту Таганрогского градоначальника, Жемчужников писал: «Со времени прекращения непосредственного сношения Таганрогского градоначальника с министерствами стала отставать заботливость местного начальства к Азовской торговле, и с того же времени утрачено внимание к качествам лиц, коим вверялось управление Таганрогским градоначальствам, что в особенности доказывается долговременной терпимостью в звании Таганрогского градоначальника Действительного статского Советника барона Франка». и «управляя 20 лет таганрогским градоначальством, барон Франк не только не содействовал усилению торговли, но, напротив, через коренение всеобщего беспорядка в Управлении таганрогским градоначальством ослабил торговлю. И все принятые в отношении оной меры состоялись без участия начальствующего над главнейшим на Азовском море портом Таганрогского градоначальника…».
Барон Франк получил замечание от ревизоров за своё невнимательное отношение к официальным печатным изданиям Сената. Виктор Арцимович поведал писателю В. Ф. Одоевскому следующее: «Таганрогский (Керченский?) градоначальник Франк нашел, что выписывать „Сенатские Ведомости“ напрасная издержка, что довольно его предписаний, и просто-напросто запретил их выписывать в присутственные места». Арцимович жаловался на то, что в строительном комитете «… он не только не мог достать ни нумера „Сенатских Ведомостей“, так плотно они были запрещены», но даже отсутствовал Свод Законов Российской Империи и его пришлось «… выписывать из другой губернии и послать за ним подводу».
В результате всего этого 20 октября 1843 года Отто Романович Франк получил отставку и, сдав дела Управляющему Таганрогской портовой таможней А. М. Угричич-Требинскому, удалился на покой.
Русский биографический словарь Половцова (1896—1918) пишет: «Выйдя в отставку, барон Франк скончался в следующем, 1844 году». Похоронен на старом кладбище в Одессе в 1844 году

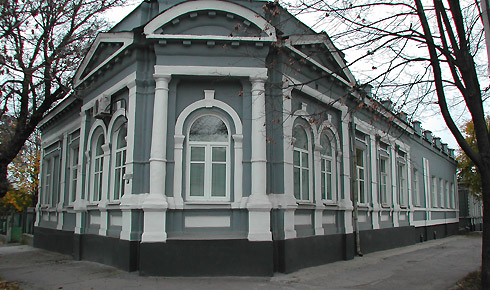
Дом барона фон Пфейлицер-Франка в центре Таганрога.

Сведения об участии Отто фон Пфейлицера-Франка в Крымской войне недостоверны. Академические источники, такие как Русский биографический словарь, указывают 1844-й годом смерти барона, на следующий год после ухода с губернаторского поста. Та же информация — в генеалогической росписи рода фон Пфейлицеров ген. Франков из 69-го тома Genealogisches Handbuch des Adels, в энциклопедиях «Немцы России» и «Русское масонство» А.И. Серкова, а также в базе данных российских немцев профессора Амбургера.
Вопрос проясняется в «Истории семьи фон Пфейлицеров ген. Франков», записанной Эмилем Христофоровичем фон Пфейлицером ген. Франком, троюродным братом Отто Германовича. Согласно этому источнику, чиновником особых поручений при генерал-губернаторе Е. П. Толстом, который принимал участие в обороне Таганрога во время Осады Таганрога в 1855 г., следует считать не Отто, а племянника покойного на тот момент Отто — Евгения Юльевича, сына Юлиуса Александра Павла фон Пфейлицера ген. Франка (он был младшим из семи сыновей в семье Германа Казимира фон Пфейлицера ген. Франка). Евгений Юльевич на самом деле исполнял должность чиновника по особым поручениям при военном губернаторе, о чём Эмиль Христофорович пишет следующее: «В 1845-м на Кавказ отправляется Евгений. На протяжении 10 лет, которые он там провёл, Евгений получил 13 ранений. Во время Крымской войны состоял в Таганроге для особых поручений при губернаторе…»
Страницы из «Истории Таганрога» сообщают: в главе «Бомбардирование Таганрога англо-французским флотом в 1855 году» чиновник барон Франк, состоящий при военном губернаторе, называется исключительно по фамилии. Нигде нет указаний на то, что это — бывший губернатор Отто. Наконец, в перечне раненых приводится информация о тяжёлом ранении осколком гранаты в голову чиновника особых поручений коллежского асессора барона Франка. Гражданский чин коллежского асессора носил именно барон Евгений фон Пфейлицер-Франк.

## Награды
- Орден Святого Станислава 3-й ст. (1807)
- Орден Святого Владимира 4-й ст. (1812)
- Орден Святой Анны 2-й ст. (1828)
- Орден Святого Станислава 1-й ст.(1830).